# Escaphiella exlineae
Espèce
Escaphiella exlineae est une espèce d'araignées aranéomorphes de la famille des Oonopidae.

## Distribution
Cette espèce est endémique de la région de Piura au Pérou,. Elle se rencontre vers Negritos dans la province de Talara.

## Description
Le mâle holotype mesure 1,71 mm.

## Étymologie
Cette espèce est nommée en l'honneur de Harriet Exline Lloyd (1909-1968).

## Publication originale
- Platnick & Dupérré, 2009 : The American goblin spiders of the new genus Escaphiella (Araneae, Oonopidae). Bulletin of the American Museum of Natural History, no 328, p. 1-151 (texte intégral).